# ألكسندر كوتوف (لاعب كرة قدم)
ألكسندر كوتوف (بالروسية: Александр Котов)‏ (1 أكتوبر 1990 - ) هو لاعب كرة قدم روسي في مركز الدفاع. لعب مع FC Chertanovo Moscow ‏ وFC Dmitrov ‏ وFC Zelenograd ‏.

## وصلات خارجية
- ألكسندر كوتوف على موقع قاعدة بيانات كرة القدم.إي يو (الإنجليزية)